# 15e cérémonie des British Independent Film Awards
La 15e cérémonie des British Independent Film Awards, organisée par le jury du Festival de Raindance, a eu lieu le 9 décembre 2012, et a récompensé les films indépendants réalisés dans l'année,.

## Palmarès

### Meilleur film
- Broken
  - Berberian Sound Studio
  - Touristes (Sightseers)
  - Indian Palace (The Best Exotic Marigold Hotel)
  - The Imposter

### Meilleur réalisateur
- Peter Strickland pour Berberian Sound Studio
  - Bart Layton pour The Imposter
  - John Madden pour Indian Palace (The Best Exotic Marigold Hotel)
  - Rufus Norris pour Broken
  - Ben Wheatley pour Touristes (Sightseers)

### Meilleur acteur
- Toby Jones pour le rôle de Gilderoy dans Berberian Sound Studio
  - Riz Ahmed pour le rôle d'Aaron dans Ill Manors
  - Steve Oram pour le rôle de Chris dans Touristes (Sightseers)
  - Tim Roth pour le rôle d'Archie dans Broken
  - Terence Stamp pour le rôle d'Arthur dans Song for Marion

### Meilleure actrice
- Andrea Riseborough pour le rôle de Colette McVeigh dans Shadow Dancer
  - Judi Dench pour le rôle d'Evelyn Greenslade dans Indian Palace (The Best Exotic Marigold Hotel)
  - Elle Fanning pour le rôle de Ginger dans Ginger & Rosa
  - Alice Lowe pour le rôle de Tina dans Touristes (Sightseers)
  - Meryl Streep pour le rôle de Margaret Thatcher dans La Dame de fer (The Iron Lady)

### Meilleur acteur dans un second rôle
- Rory Kinnear pour le rôle de Bob Oswald dans Broken
  - Billy Connolly pour le rôle de Wilf dans Quartet
  - Domhnall Gleeson pour le rôle de Connor dans Shadow Dancer
  - Cillian Murphy pour le rôle de Mike Kiernan dans Broken
  - Tom Wilkinson pour le rôle de Graham Dashwood dans Indian Palace (The Best Exotic Marigold Hotel)

### Meilleure actrice dans un second rôle
- Olivia Colman pour le rôle de la reine Élisabeth II dans Hyde Park on Hudson
  - Eileen Davies pour le rôle de Carol dans Touristes (Sightseers)
  - Alice Englert pour le rôle de Rosa dans Ginger & Rosa
  - Vanessa Redgrave pour le rôle de Marion dans Song for Marion
  - Maggie Smith pour le rôle de Muriel Donnelly dans Indian Palace (The Best Exotic Marigold Hotel)

### Meilleur espoir
- James Floyd – My Brother the Devil
  - Zawe Ashton – Dreams of a Life
  - Paul Brannigan – La Part des anges (The Angels' Share)
  - Eloise Laurence – Broken
  - Elliott Tittensor – Spike Island

### Meilleur scénario
- Touristes (Sightseers) – Alice Lowe, Steve Oram et Amy Jump (en)
  - La Dame de fer (The Iron Lady) –  Abi Morgan
  - Broken – Mark O'Rowe
  - Berberian Sound Studio – Peter Strickland
  - Song for Marion – Paul Andrew Williams

### Meilleure production
- Berberian Sound Studio
  - Ill Manors
  - The Imposter
  - Touristes (Sightseers)
  - The Sweeney

### Meilleur technicien
- Berberian Sound Studio – Joakim Sundström et Stevie Haywood (son)
  - Berberian Sound Studio – Nic Knowland (photographie)
  - Broken – Electric Wave Bureau (musique)
  - Ginger & Rosa – Robbie Ryan (photographie)
  - The Imposter – Andrew Hulme (montage)

### Meilleur documentaire
- The Imposter
  - Dreams of a Life
  - London: The Modern Babylon
  - Marley
  - Roman Polanski: A Film Memoir

### Meilleur court métrage britannique
- Volume
  - Friday
  - Junk
  - Skyborn
  - Swimmer

### Meilleur film indépendant international
- La Chasse (Jagten) •  Danemark
  - Amour •  Autriche/ France
  - Les Bêtes du sud sauvage (Beasts of the Southern Wild) •  États-Unis
  - De rouille et d'os •  France
  - Searching For Sugar Man •  États-Unis

### Douglas HickoxAward
Meilleur premier film.
- Bart Layton – The Imposter
  - Ben Drew – Ill Manors
  - Rowan Athale – Wasteland (The Rise)
  - Rufus Norris – Broken
  - Sally El Hosaini – My Brother the Devil

### RaindanceAward
- Strings
  - City Slacker
  - Frank
  - Love Tomorrow
  - Jason Becker: Not Dead Yet

### Richard Harris Award
- Sir Michael Gambon

### Variety Award
- Jude Law

### Special Jury Prize
- Sandra Hebron